# Linjärkombination

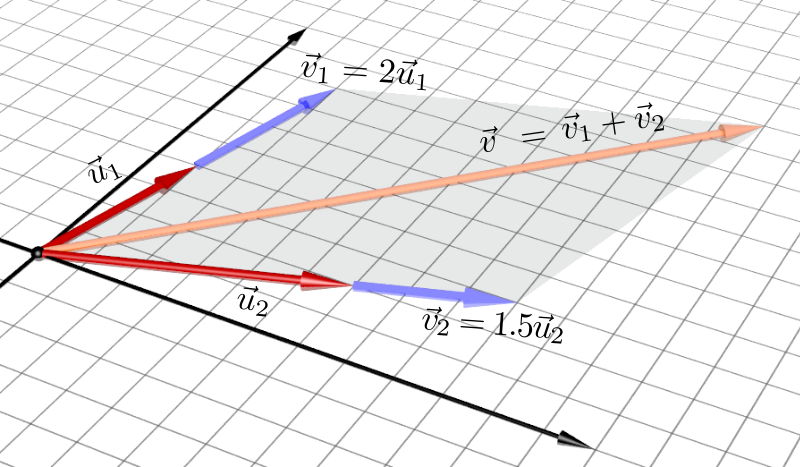
Linjärkombinationen

En linjärkombination är en summa bildad ur en mängd av termer och där varje term i summan multiplicerats med en konstant faktor. Linjärkombinationer är av central betydelse inom linjär algebra och närliggande matematiska områden.
Om en vektor {\displaystyle \mathbf {u} } i ett linjärt rum kan skrivas
{\displaystyle \mathbf {u} =c_{1}\mathbf {v} _{1}+c_{2}\mathbf {v} _{2}+\dots +c_{n}\mathbf {v} _{n}}
där {\displaystyle \ c_{1},\ c_{2},\ \dots ,\ c_{n}} är skalärer, är {\displaystyle \mathbf {u} } en linjärkombination av mängden {\displaystyle \{\mathbf {v} _{1},\ \mathbf {v} _{2},\ \dots ,\ \mathbf {v} _{n}\}}. 

## Exempel

### Vektorer
En vektor skriven som en linjärkombination av två andra vektorer:
{\displaystyle {\begin{bmatrix}7\\2\end{bmatrix}}=1\cdot {\begin{bmatrix}1\\2\end{bmatrix}}+2\cdot {\begin{bmatrix}3\\0\end{bmatrix}}}
En vektor kan delas upp i komponenter i form av en linjärkombination:
{\displaystyle \,(a_{1},\ a_{2},\ a_{3})=a_{1}(1,\ 0,\ 0)\,+\,a_{2}(0,\ 1,\ 0)+a_{3}(0,\ 0,\ 1)}

### Funktioner
Funktioner skrivna som linjärkombinationer av andra funktioner:
- {\displaystyle \ \cos x={\frac {1}{2}}e^{ix}+{\frac {1}{2}}e^{-ix}}
- {\displaystyle \ e^{ix}=\cos x+i\sin x}

### Polynom
Polynomet
{\displaystyle \ x^{2}-2x+3}
kan med hjälp av
{\displaystyle \ v_{1}=(x^{2},\ 0,\ 0),\ v_{2}=(0,\ x,\ 0),\ v_{3}=(0,\ 0,\ 1)}
skrivas som linjärkombinationen
{\displaystyle v_{1}-2v_{2}+3v_{3}}